# حديقة كامبردج للعلوم
تعد حديقة كيمبردج للعلوم ، التي أسستها كلية ترينيتي في عام 1970 ،  أقدم حديقة علمية في المملكة المتحدة. إنها مجموعة من الأعمال ذات الصلة بالعلوم والتكنولوجيا، ولها روابط قوية مع جامعة كامبريدج القريبة.
تقع حديقة العلوم على بعد حوالي 3   كم إلى الشمال من وسط مدينة كامبريدج ، عند تقاطع 33 من A14 ، في أبرشية ميلتون ، المتاخمة لكامبردج نفسها. يخدم المتنزه محطة كامبردج الشمالية للسكك الحديدية وممر كامبردجشاير للحركة . يقع مباشرة بجوار مركز سانت جون للابتكار ومجمع كامبريدج للأعمال .

## التاريخ
أعطيت الأرض في الأصل إلى كلية ترينيتي عندما أسس هنري الثامن هذه الأخيرة في عام 1546. كانت الأرض تستخدم للزراعة حتى الحرب العالمية الثانية ، عندما تم الاستيلاء عليها من قبل الجيش الأمريكي وكانت تستخدم لإعداد المركبات والدبابات ليوم داي . بعد الحرب، تركت الأرض مهجورة حتى عام 1970 ، عندما، بناءً على اقتراح من توني كورنيل،  وتحت إشراف السير جون برادفيلد، عملت الكلية مع السير فرانسيس بيمبرتون من بيدويلز  لتطويرها لتصبح مركز جديد للمشروعات العلمية والابتكار.
في عام 2017 ، بعد عقود من التوسع السريع في كيمبريدج، عينت الحديقة أول مدير لها وأعلنت عن استثمار كبير يهدف إلى تحسين المرافق وتقليل الازدحام المروري.

## الشركات البارزة

### الحيوية الطبية
- Abcam
- أمجين
- Astex
- استرا زينيكا
- باير ل
- لاقسلا
- مختبرات الدكتور ريدي
- الجمعية الملكية للكيمياء
- سيغما الدريتش
- بالمرز جاردن سنتر

### الكمبيوتر / الاتصالات
- آرثر دي ليتل
- من Broadcom
- أنظمة سيتريكس
- CRYPTOMATHIC
- داسو سيستيمز
- آلجوري
- FlexEnable
- التطورات الحدودية
- هواوي
- جاغيكس
- Linguamatics
- ريكاردو بي
- توشيبا
- تقنية Vix

### التكنولوجيا الصناعية
- AVEVA
- بيكو
- هيراوس
- جونسون ماتي
- فيليبس
- روكو، وشركة
- Xaar plc

### آخر
- تقييم كامبريدج
- كامبريدج للاستشارات
- جرانت ثورنتون
- WORLDPAY

## سباق كيمبردج
يعد Cambridge Fun Run سباقًا خيريًا لصالح الأطفال المحتاجين والذي يتم تنظيمه بشكل أساسي من قبل موظفي الشركات القائمة في Science Park وحولها. وقد عقدت كل نوفمبر منذ عام 1989. يتنافس المتسابقون في فرق مكونة من أربعة أفراد، بعضهم يرتدون ملابس تنكرية، ويديرون إما لفة واحدة (كمجموعة) أو أربع لفات (كتتابع) من 1.1 ميل (1.8 كـم) العلم بارك الطريق الدائري. يبدأ السباق وينتهي، ويتم منح الميداليات والجوائز (لأسرع المتسابقين وأفضل الأزياء) أمام مبنى Cambridge Consultants .

## صالة عرض

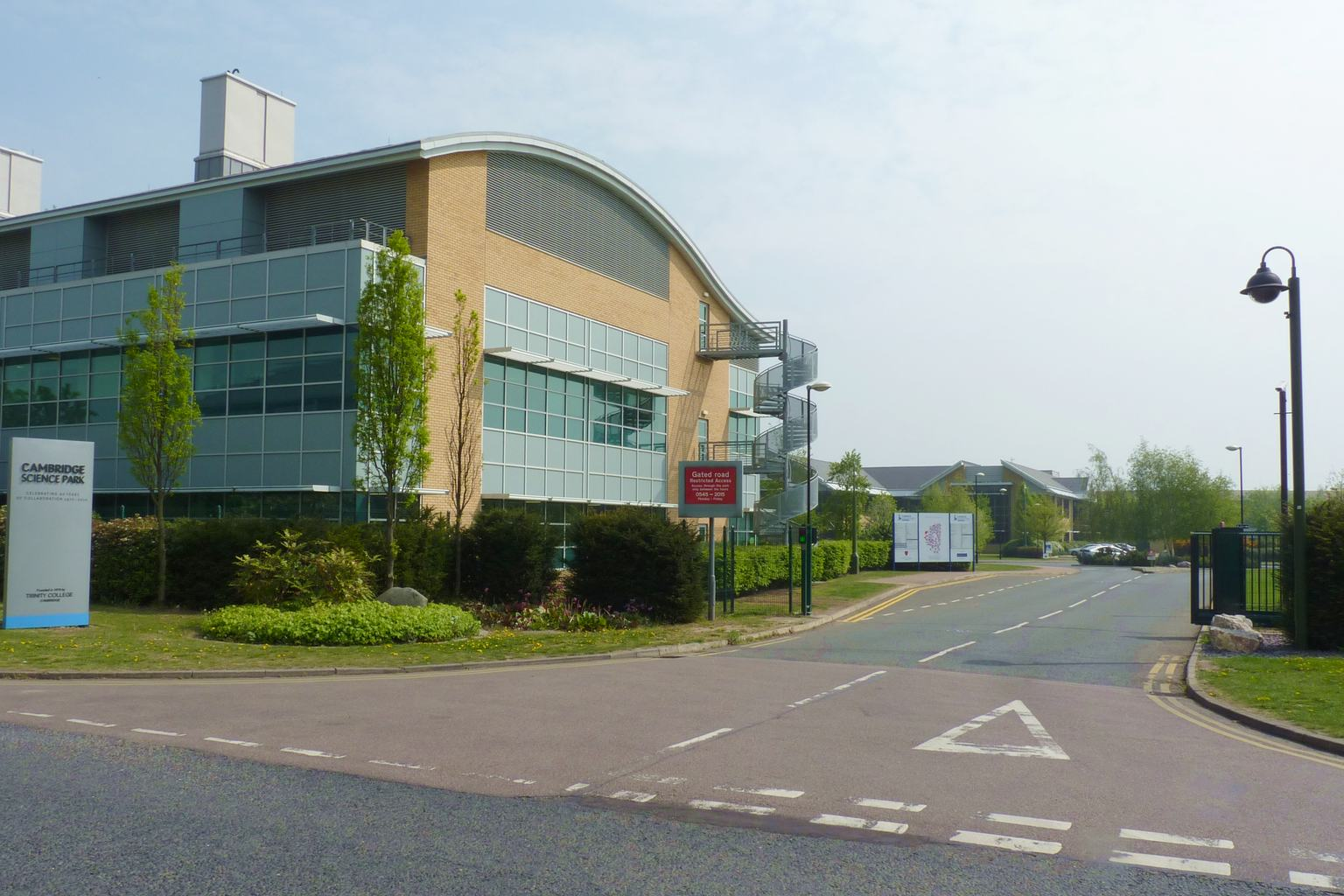
المدخل الخلفي
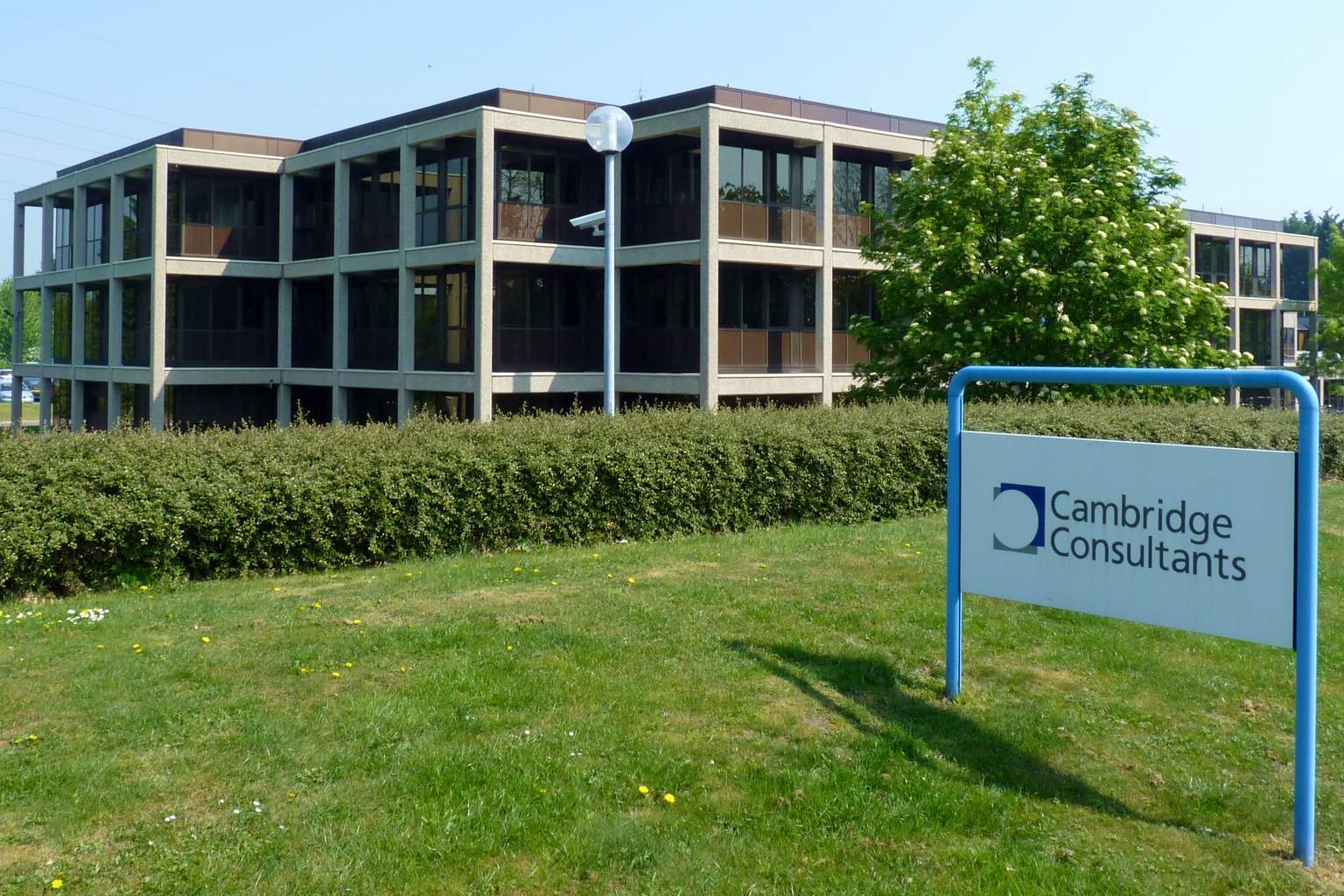
مبنى كامبريدج للاستشارات
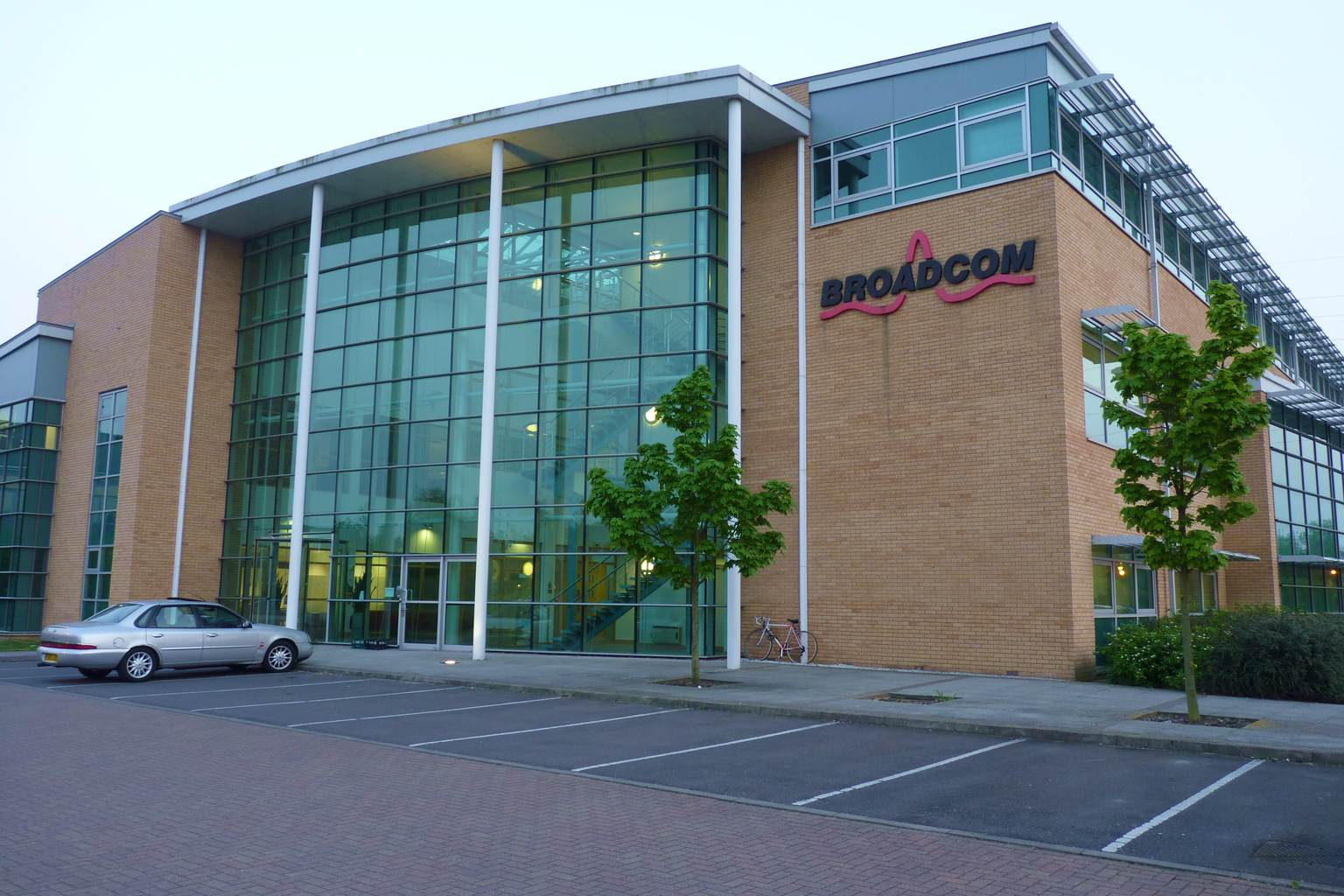
مبنى برودكوم
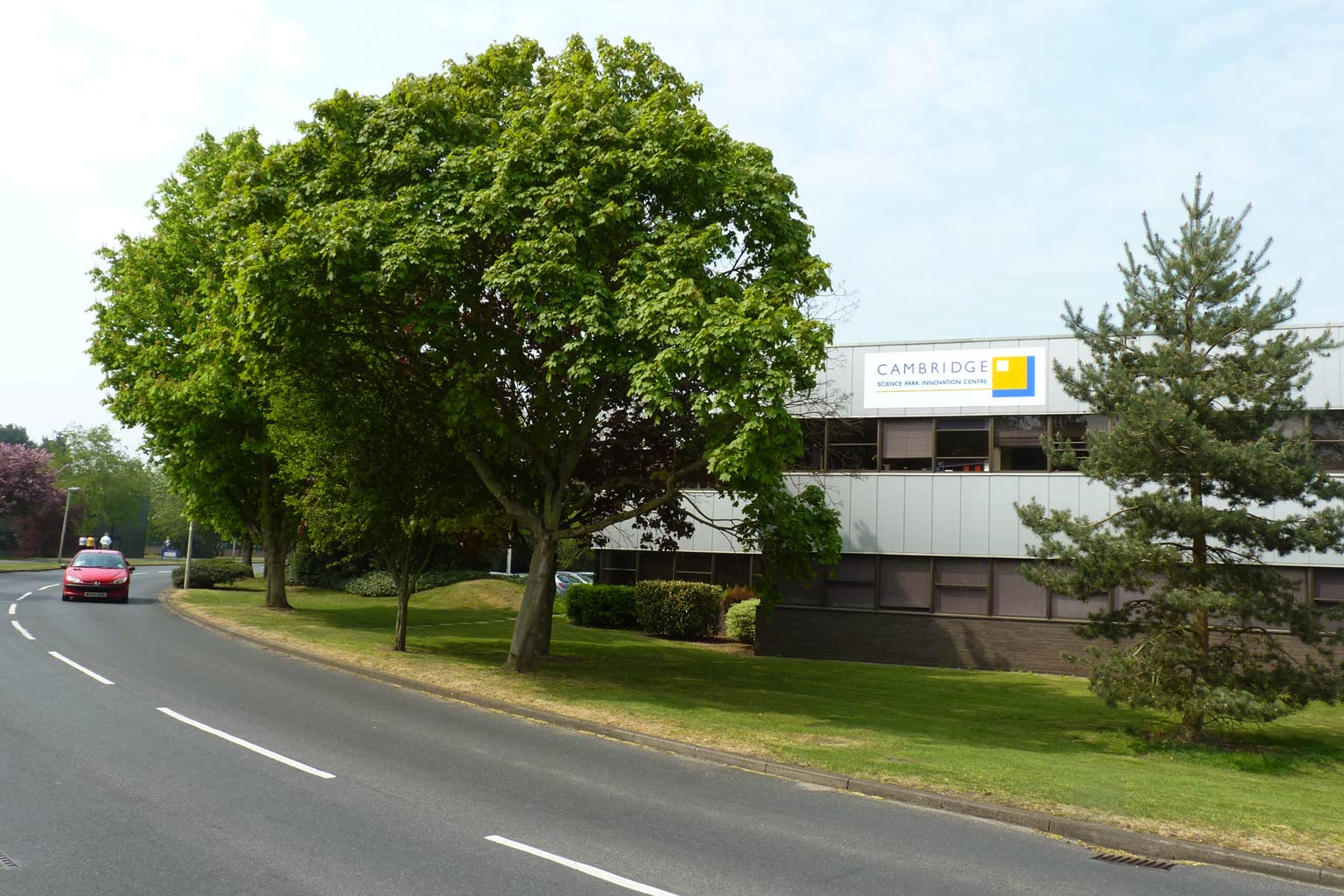
مركز الابتكار
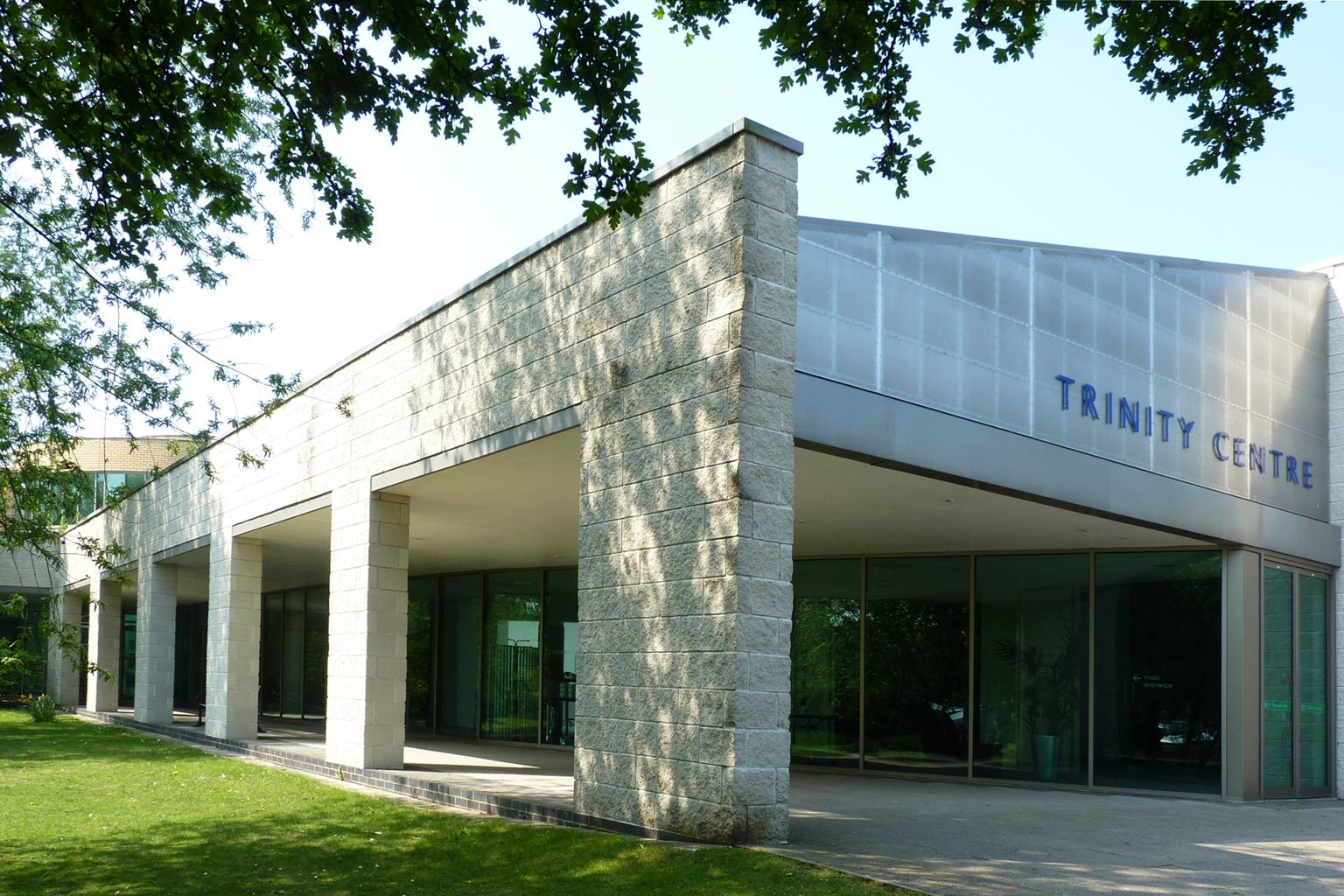
مدخل مركز الثالوث
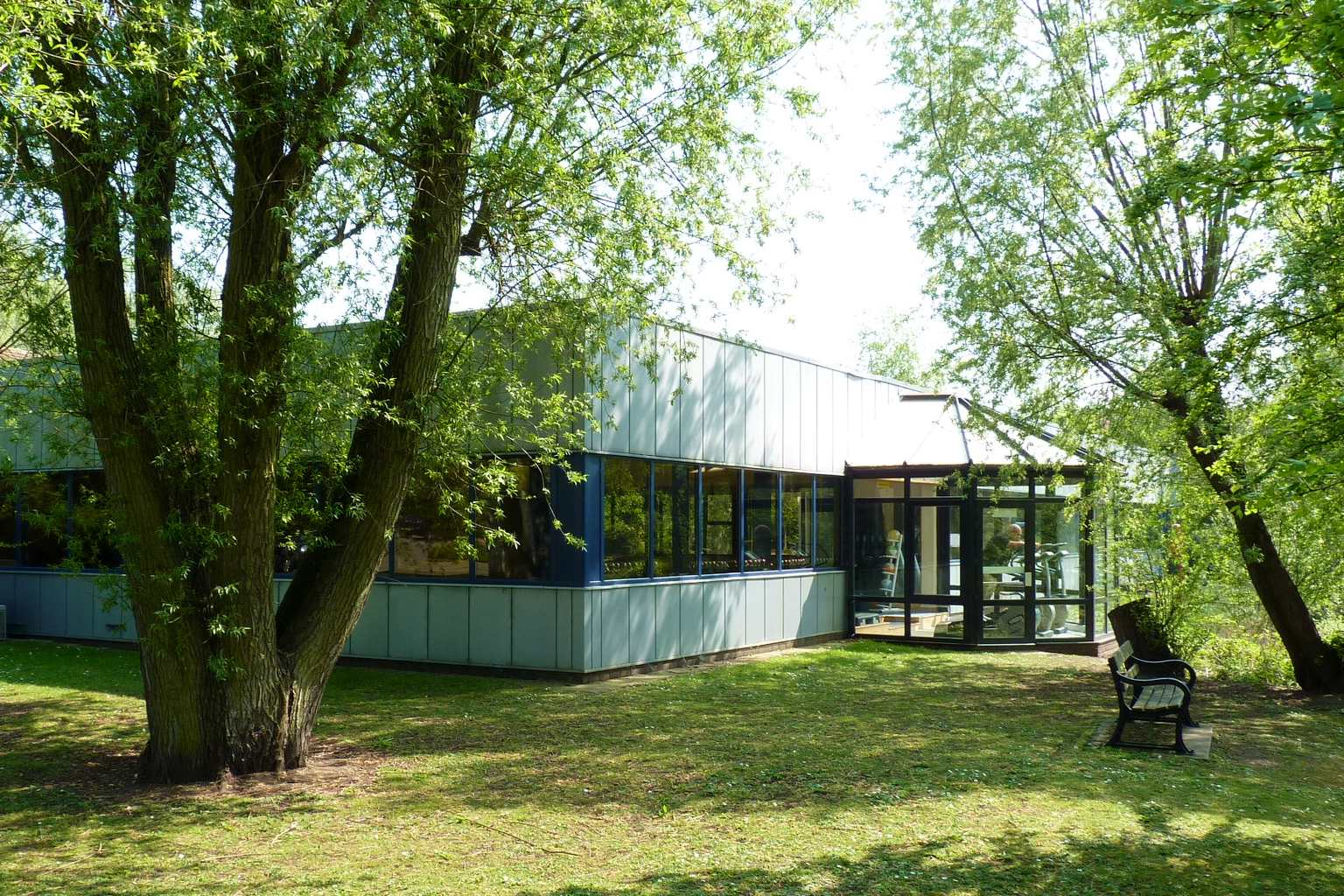
نادي الصحة واللياقة البدنية
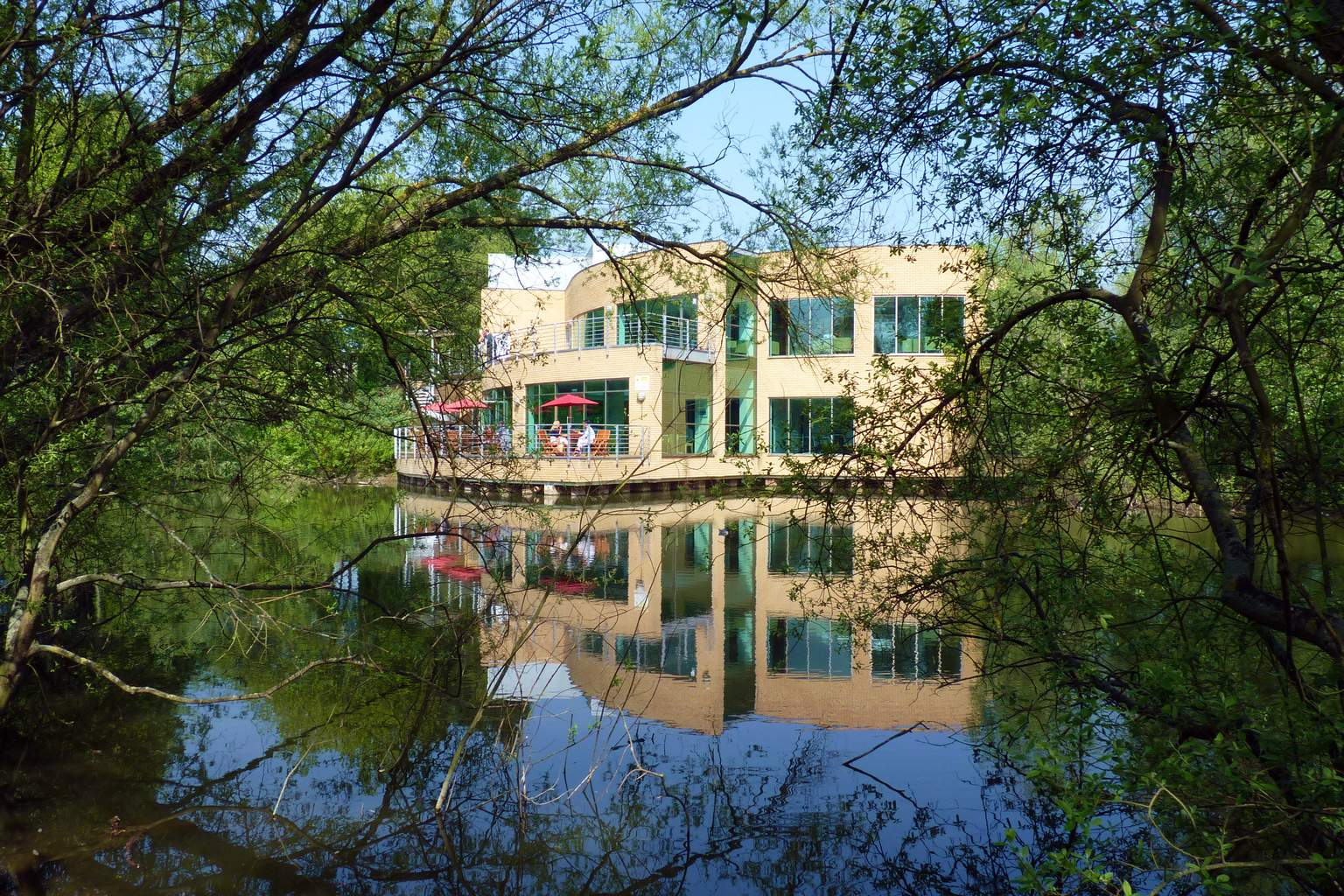
يطل مطعم 2wenty4 على البركة الجنوبية
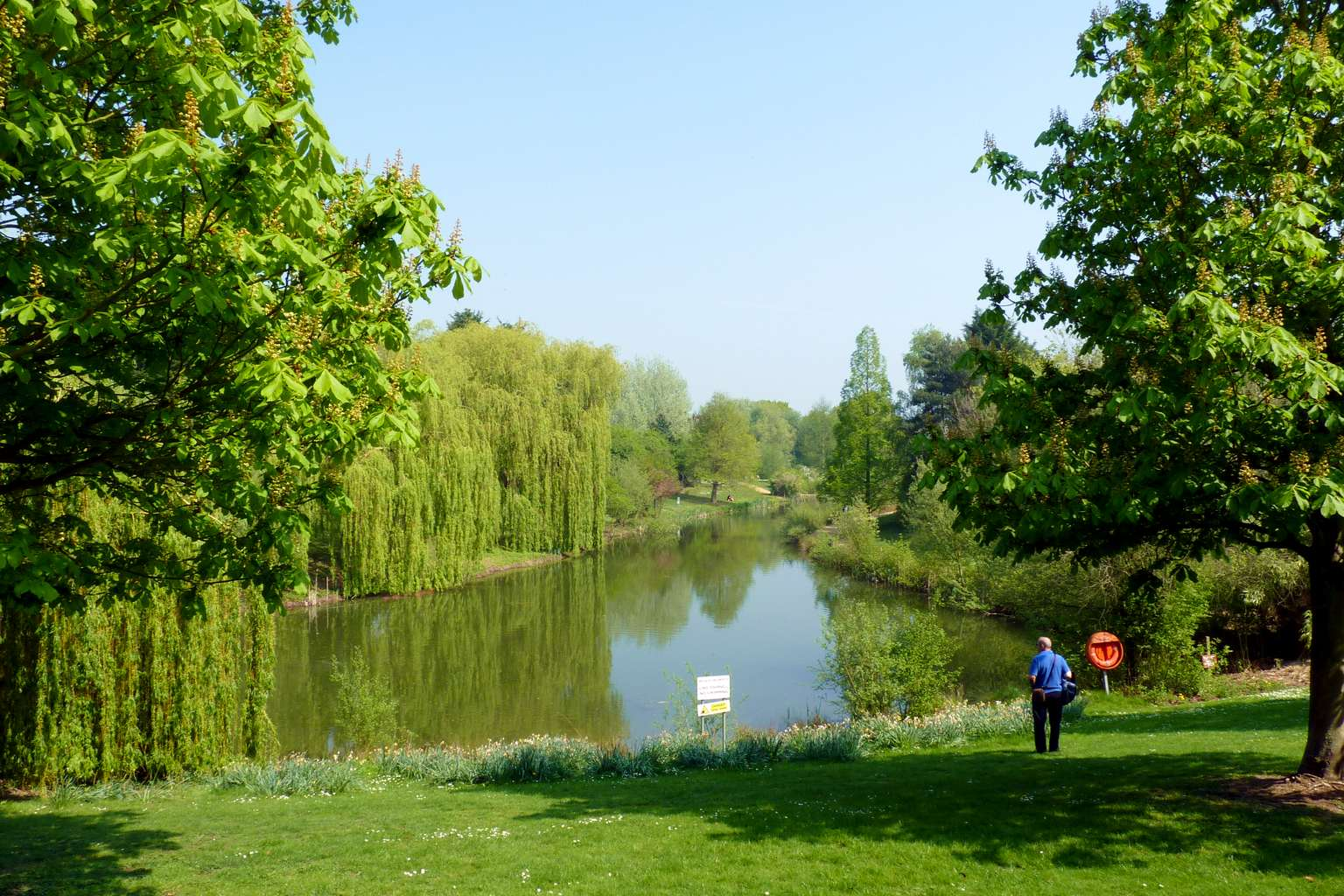
البركة الشمالية الشرقية
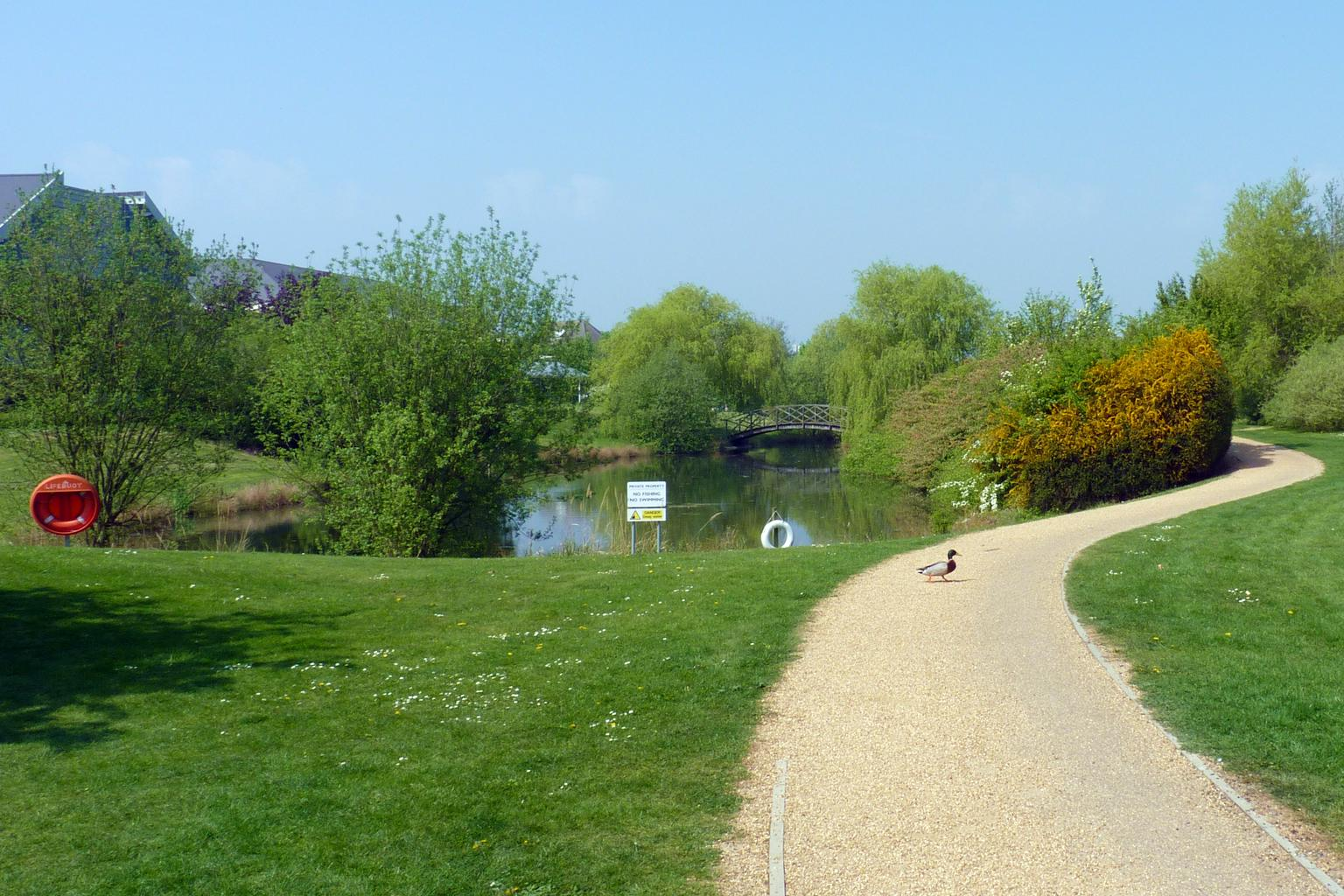
البركة الشمالية الغربية

## روابط خارجية
- كامبردج ساينس بارك